# ماهی‌خورک پشت‌سبز
 ماهی‌خورک پشت‌سبز (نام علمی: Actenoides monachus) نام یک گونه از زیرخانواده ماهی‌خورک درختی است.